# Nikolaikirche (Łeba)

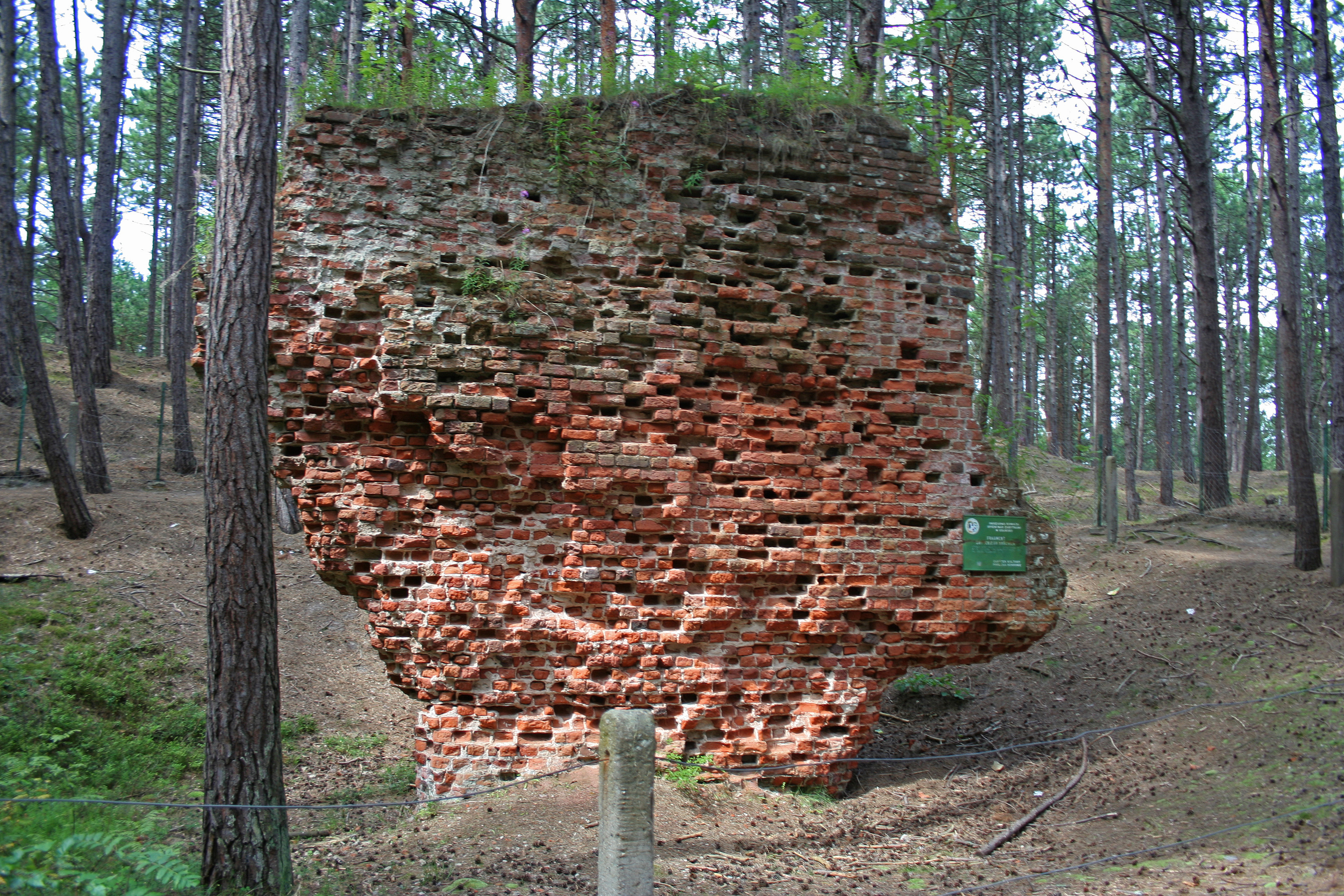
Mauerreste der Nikolaikirche

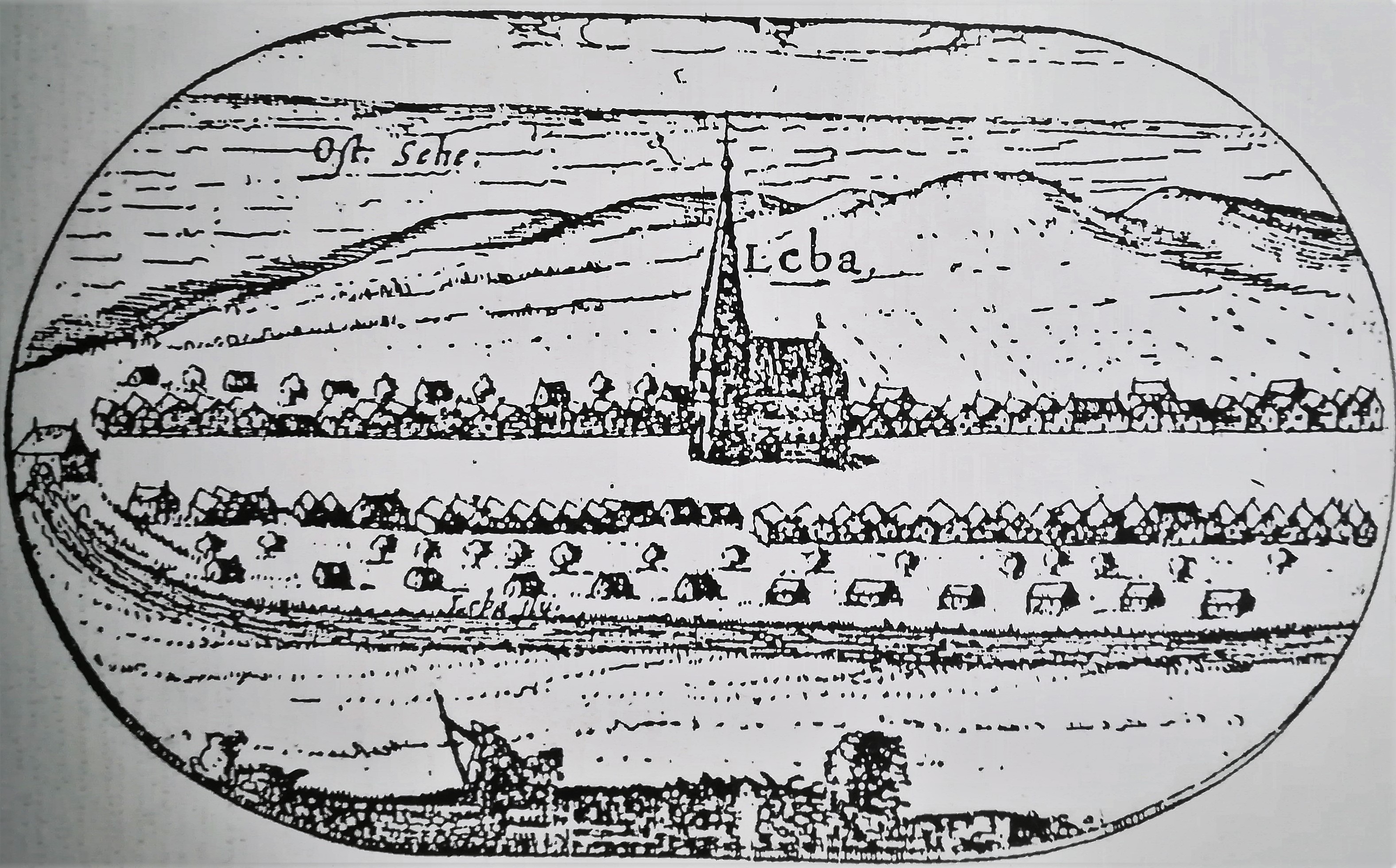
Lubinus map of Łeba, pocz. XVII w

Die Ruine der Nikolaikirche befindet sich am Rand des heutigen Łeba (Załęba), in der Nähe der Waldstraße zum Strand.
Sie war die Pfarrkirche von Alt Leba (polnisch Stara Łeba), der Vorgängersiedlung von Leba, heute eine Wüstung. Verheerende Stürme in den Jahren 1558 und 1570 zerstörten die gesamte Siedlung und Leba wurde in einiger Entfernung neu erbaut. Nach der Überlieferung wurden trotz der Verlegung der Stadt weiterhin Gottesdienste in der Nikolaikirche abgehalten, möglicherweise bis 1586.